# Fabrice Moreau (Ruderer)
Fabrice Moreau (* 11. Januar 1978 in Le Creusot, Frankreich) ist ein französischer Leichtgewichts-Ruderer.

## Karriere
Moreau konnte als Leichtgewichtsruderer erstmals im Alter von 20 Jahren bei einem internationalen Ruderwettbewerb antreten. Beim Nations Cup 1998, den damaligen inoffiziellen Weltmeisterschaften der U23-Altersklasse, gelang ihm im Leichtgewichts-Doppelzweier auf Anhieb der Gewinn der Goldmedaille. Ab der Saison 2000 konnte er sich in der offenen Altersklasse etablieren, er debütierte beim Ruder-Weltcup mit einem vierten Platz im leichten Einer und bei den Weltmeisterschaften der nicht-olympischen Bootsklassen in Zagreb mit Platz 16 ebenfalls im Einer.
Danach versuchte er ständig, sich in der olympischen Bootsklasse des leichten Doppelzweiers zu etablieren. Bei den Weltmeisterschaften 2001 in Luzern gewann er mit Thibaud Chapelle eine Bronzemedaille, im Folgejahr rutschte das Duo aber auf Platz 15 bei den Weltmeisterschaften in Sevilla ab. In der Saison 2003 startete Moreau mit Frédéric Dufour im leichten Doppelzweier und belegte Platz 4 beim WM-Finale. In der olympischen Saison 2004 rutschte er schließlich aus dem leichten Doppelzweier heraus, er konnte lediglich im leichten Einer bei den Weltmeisterschaften in Spanien starten und dort den fünften Platz belegen.
Im Folgejahr ruderte Moreau ebenfalls zunächst im leichten Einer, er gewann die Bronzemedaille bei den Weltmeisterschaften 2005 im japanischen Gifu. Zurück im leichten Doppelzweier mit Dufour gewann er diese Medaille auch bei den Weltmeisterschaften im Jahr darauf. In der vorolympischen Saison 2007 konnte sich das Duo aber lediglich auf den 10 Rang der Weltmeisterschaften in München platzieren, so dass Moreau aus dem olympischen Zweier herausrutschte und Dufour mit Maxime Goisset in Peking an den Start ging. Moreau gewann allerdings bei den Weltmeisterschaften 2008 die Silbermedaille im leichten Doppelvierer, später belegte er noch den vierten Rang bei den Europameisterschaften in Athen.
Im Olympiazyklus der Spiele von London versuchte sich Moreau als Riemenruderer. Er konnte sich auf Anhieb für den olympischen Leichtgewichts-Vierer ohne Steuermann qualifizieren und gewann Platz 4 bei den Weltmeisterschaften 2009, sowie mit Jean-Christophe Bette, Fabien Tilliet und Franck Solforosi den Europameistertitel im gleichen Jahr in Brest. 2010 gelang lediglich Platz 6 bei den Europameisterschaften in Portugal und Platz 7 bei den Weltmeisterschaften in Neuseeland. In der vorolympischen Saison kam der Vierer mit Platz 10 bei den Ruder-Weltmeisterschaften ebenfalls nicht recht in Fahrt. Dennoch gelang Moreau im dritten Anlauf die Qualifikation im leichten Vierer für die Olympischen Sommerspiele 2012 in London, wo er zusammen mit Thomas Baroukh, Franck Solforosi und Nicolas Moutton Platz 7 belegte.
Kurz nach den Spielen in London ruderte Moreau außerdem noch einmal im leichten Doppelzweier bei den Europameisterschaften 2012 im italienischen Varese auf den fünften Platz. Nach längerer Pause startete er im Jahr 2015 außerdem im Leichtgewichts-Achter bei den Weltmeisterschaften im eigenen Land auf dem Lac d’Aiguebelette und gewann eine weitere Silbermedaille.
Moreau startet für die Vereine Cercle de l’aviron de Chalon sur Saône und Club Nautique Creusotin. Bei einer Körperhöhe von 1,79 m beträgt sein Wettkampfgewicht rund 69 kg.